# Susanna M. Salterová
Susanna Madora Salterová, rozená Kinseyová (2. března 1860 Belmont County – 17. března 1961 Norman) byla americká politička a aktivistka. Působila jako starostka Argonie v Kansasu a stala se první ženou zvolenou za starostku a jednou z prvních žen, které sloužily v jakékoli politické funkci ve Spojených státech.

## Raný život a vzdělání
Susanna Madora Kinseyová se narodila 2. března 1860 poblíž neregistrované komunity Lamira v Smith Township v okrese Belmont v Ohiu. Byla dcerou Olivera Kinseyho a Terissy Ann White Kinseyové, potomků kvakerských kolonistů z Anglie.
Ve věku 12 let se s rodiči přestěhovala do Kansasu a usadila se na farmě o rozloze 80 akrů poblíž Silver Lake. V roce 1878 nastoupila na Kansas State Agricultural College (dnešní Kansaská státní univerzita) ve městě Manhattan. Bylo jí povoleno přeskočit její první ročník, díky absolvování kurzů vysokoškolské úrovně na střední škole, ale byla kvůli nemoci nucena odejít šest týdnů před promocí.
Během studia se seznámila s Lewisem Allisonem Salterem (1858–1916), ctižádostivým právníkem a synem bývalého viceguvernéra Kansasu Melvilla J. Saltera. Brzy poté se vzali a přestěhovali se do Argonie, kde působila v místních organizacích Woman's Christian Temperance Union (WCTU) – (přeloženo jako Ženský křesťanský svaz střídmosti) a Strany prohibice, a kde se seznámila s celonárodně známou aktivistkou střídmosti Carrie Nation.
V roce 1883 porodila, už v Argonii, své druhé dítě. Lewis a Susanna Salterovi měli celkem devět dětí, z nichž jedno se narodilo během jejího působení ve funkci starostky a zemřelo v dětství. Dva roky po nich, v roce 1884, se do Aronie přistěhovali také její rodiče a koupili železářství, kde pracoval její manžel. Po založení města v roce 1885 byl její otec zvolen prvním starostou a manžel prvním úředníkem města. Jako manželka městského úředníka se Susanna stala odpovědnou za psaní městských vyhlášek.

## Starostka

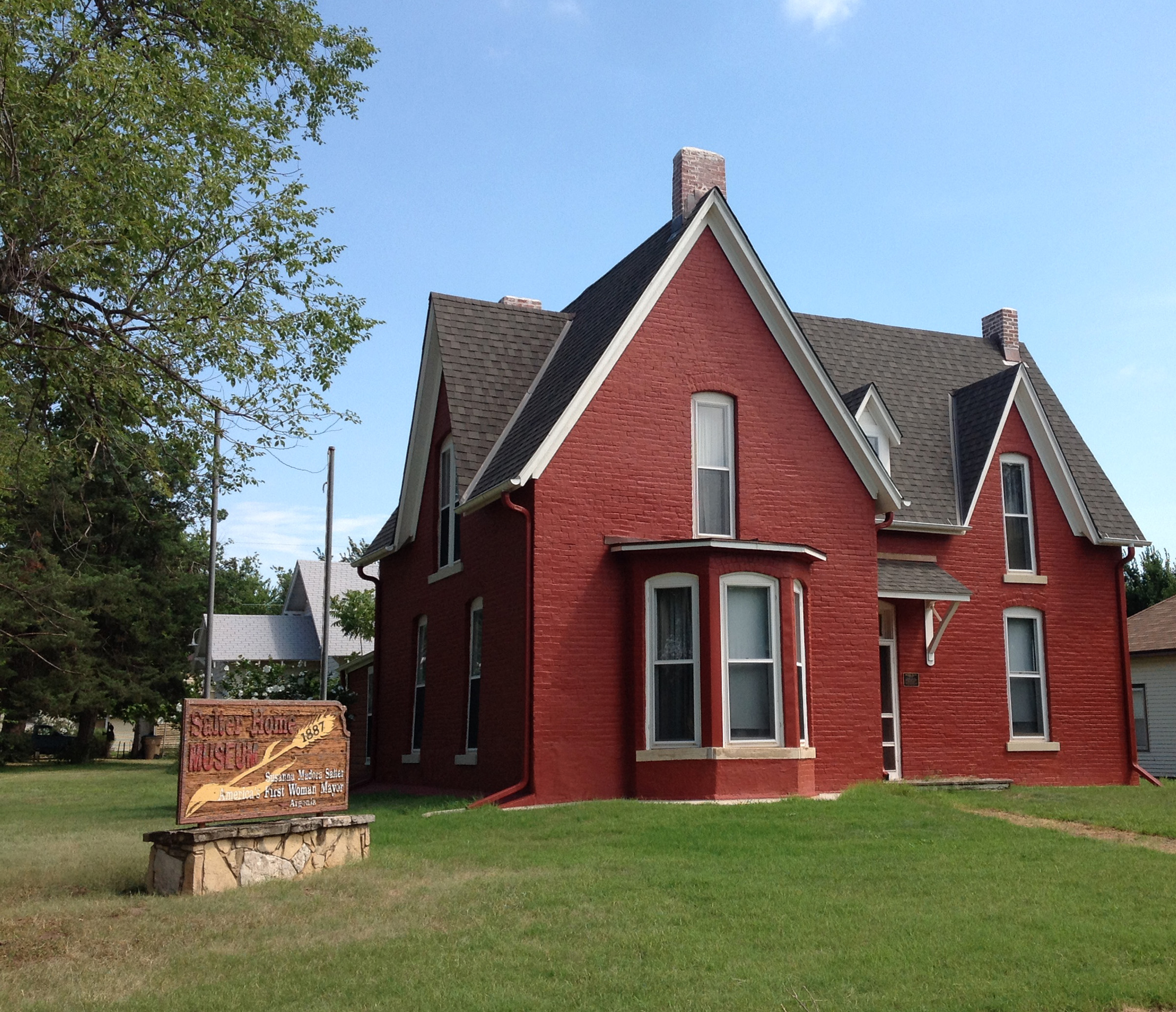
Rodinný dům Susanne Salterové v Argonii v Kansasu

V roce 1887 dal Kansas ženám volební právo v místních volbách, pokud žily ve městě první, druhé nebo třetí třídy. Vzhledem k tomu, že Argonia byla městem třetí třídy, byly její ženy způsobilé. Salterová byla zvolena starostkou Argonie 4. dubna 1887. Její zvolení bylo překvapením, protože její jméno bylo jako žert položeno na listinu kandidátů skupinou mužů proti ženám v politice a prohibici, kterou ŽKSS prosazovala. Doufali, že tím zajistí prohru, která by ženy ponížila a odradila od kandidatur. Salterová byla vybrána, protože byla jedinou členkou ŽKSS, která žila na území města. Protože kandidáti nemuseli být zveřejňováni před dnem voleb, sama Salterová nevěděla, že je na hlasovacím lístku před otevřením volebních místností. Když v den voleb sama souhlasila s přijetím úřadu, pokud bude zvolena, svaz křesťanské střídmosti žen opustil svého preferovaného kandidáta a hromadně hlasoval pro Salterovou. Kromě toho místní předseda republikánské strany vyslal delegaci do jejího domova, která potvrdila, že úřad v případě zvolení přijme, a republikáni souhlasili, že pro ni budou hlasovat, což jí pomohlo zajistit dvoutřetinovou většinu.
Ačkoli její jednoleté funkční období bylo bez komplikací, její volba vyvolala celonárodní zájem tisku a debatu o tom, jestli nebudou další města následovat příkladu Argonie a zároveň námitky pohybující se od kritiky vlády žen – („petticoat rule“ doslova přeloženo jako „vláda spodniček“) až po postoj „počkejme a uvidíme“.
Jednoho z prvních zasedání městské rady, kterému předsedala nově zvolená starostka Salterová, se zúčastnil dopisovatel New York Sun. Napsal svůj příběh, popsal šaty a klobouk starostky a poukázal na to, že předsedala s velkým dekorem. Poznamenal, že několikrát zkorigovala irelevantní diskusi a prokázala, že je dobrou poslankyní. Další publicita se rozšířila do novin až do Švédska a Jižní Afriky. Jako náhradu za její roční službu jí byl vyplacen jeden dolar (ekvivalent 28 dolarům v roce 2019). Po roce ve funkci odmítla usilovat o znovuzvolení.

## Osobní život
Po svém funkčním období starostky Salterová a její rodina nadále žili v Argonii až do roku 1893, kdy její manžel získal pozemky na pásmu Cherokee v Alvě v Oklahomě (tehdy Oklahomské teritorium). O deset let později se přestěhovali do Augusty v okrese Woods na území Oklahomy, kde její manžel vykonával advokacii a založil noviny Headlight.
Nakonec se připojili k osadníkům města a přestěhovali se do Carmen v Oklahomě. Po smrti svého manžela v roce 1916 se přestěhovala do Normanu v Oklahomě, kdy doprovázela své mladší děti během studia na univerzitě v Oklahomě. Po zbytek svého života žila v Normanu a udržovala si zájem o náboženské a politické záležitosti, ale už nikdy se neusilovala o volenou funkci.

### Smrt
Salterová zemřela v Normanu v Oklahomě dva týdny po svých 101. narozeninách a byla pohřbena v Argonii po boku svého manžela.

## Vyznamenání
V roce 1933 byla na argonské veřejné náměstí umístěna pamětní bronzová deska, která ji ctí jako první starostku ve Spojených státech.
Dům, ve kterém žila během svého působení ve funkci starosty, byl v září 1971 přidán do Národního registru historických míst.